# میرگه دریژ
میرگه دریژ، روستایی از توابع بخش خاوومیرآباد شهرستان مریوان در [[استان
کردستان]] ایران است.
دهیاری میرگهدریژ
روستای میرگهدریژ از توابع بخش خاوومیرآباد در ۲۷ کیلومتری شمال شهر مریوان واقع شده که بنا بهدستور وزارت کشور و ادارات مربوطه از سال ۱۳۹۲ نهاد دهیاری در روستای میرگهدریژ تأسیس شد که از آن پس دهیاری با توجه به اعتبارت موجود و درآمدها فعالیت عمرانی خود را در جهت آبادانی و توسعه روستا باهمکاری اهالی محترم شروع به کار کرد. در سال ۱۳۹۲ با انتخاب اعضای شورای اسلامی روستای میرگهدریژ آقایان، ناصح پناهی ،عثمان قبادی،سیدجمال پناهی و مورد تأیید اهالی محترم روستا آقای کمال پناهی نیا به عنوان دهیار روستا به بخشداری معرفی و انتصاب گردید.
در سال ۱۳۹۳ دهیاری با اعتبارات دهیاری و خودیاری از طرف اهالی محترم روستا اولین فعالیت عمرانی خود را در جهت پاکیزه نگه داشتن و حفظ بهداشت محیط روستا با ایجاد جایگاه فضولات حیوانی و دفع زباله در روستا شروع به کار کرد.
در سال ۱۳۹۴ دومین فعالیت خود را با کمک اهالی محترم روستا و همچنین اعتبارات دهیاری اقدام به خرید لوازم پارک کودک و ایجاد محیطی شاد برای بچه‌ها در داخل روستا اقدام کرد. در سال ۱۳۹۵ جهت جلوگیری از بیماری و مرض‌های واگیر دار و ایجاد محیطی مطبوع و دلنش روستای و جوی نوید بخش بدون آلودگی محیط و بوهای نا مطبوع در هر جای از روستا با اعتبارات دهیاری و خودیاری مردم روستا اقدام به دفع بهداشتی کامل فاضلاب روستا کرد. در سال ۱۳۹۶ اقدام به لایه روبی رودخانه فصلی مرکز روستا با ایجاد دیوار حائل و ساخت دال بتنی بر روی رودخانه که توسعه و ایجاد میدان بزرگی در مرکز روستا را بههمراه داشت. و همچنین اقدام به تعویض کامل مجرای آب شرب روستا با همکاری اداره آب و فاضلاب روستای کرد. در سال ۱۳۹۶ تا سال ۱۳۹۷ باتوجه به اعتبارات دهیاری اقدام به دیوار حائل و جدول کشی کامل روستا با مشارکت و خودیاری اهالی محترم روستا کرد که طی این دوسال تمام خیابان اصلی روستا جدول کشی شد.

## جمعیت
این روستا در دهستان خاوومیرآباد قرار دارد و براساس سرشماری مرکز آمار ایران در سال ۱۳۸۵، جمعیت آن ۲۳۲ نفر (۴۹خانوار) بوده‌است.